# Дрор Мишани
Дрор Мишани (на иврит: דרור משעני, на английски: Dror Mishani) е израелски литературовед, преводач и писател в жанра криминален роман и трилър. Пише под псевдонима Д. А. Мишани (D. A. Mishani).

## Биография и творчество
Дрор Мишание роден на 23 юни 1975 г. в Холон, предградие на Тел Авив, Израел, в семейство на адвокат и член на Ксенета. Получава бакалавърска степен по еврейска литература и право от Еврейския университет в Йерусалим и магистърска степен по еврейска литература от университета „Бен-Гурион“ в Негев.
В периода 2005 – 2008 г. е редактор на приложението „Книги“ на вестник „Аарец“, а в периода 2008 – 2013 г. е редактор в издателство „Кетер Сеферим“ и редактира книги на писателите Сайед Кашуа, Дрор Бърщайн, Алмог Бехар и Тоша Гафела. По-късно преподава творческо писане в катедрата по литература на университета на Тел Авив.
През 1998 г. разказът му DRIVE печели конкурса за разкази на вестник „Хаарец“. През 2006 г. е публикувана книгата му „Има някакъв абсурд в цялата работа с Мизрахи: появата на Мизрахи в еврейската литература през 80-те години на ХХ век“. Като преводач прави преводи на „Арабите от Париж“ и „Смъртта на автора“ от Ролан Барт и „Какво е автор?“ от Мишел Фуко.
Докато съпругата му, Марта, преподава в Кеймбриджкия университет, той решава да завърши докторска дисертация, но през това време създава първия си ръкопис. Първият му роман „Липсващото досие“ от поредицата „Инспектор Авраам“ е издаден през 2011 г. За главният герой, инспектор Авраам, работата в полицията в Холон е неговият живот, и дори когато не е на служба, той разкрива грешните ходове, които поднасят писателите на криминална литература. Но случай с изчезването на шестнайсетгодишен младеж, му поднася изпитание на възможностите му, поради нежеланието на семейството и на приятелите на младежа да му съдействат за откриване на истината, чак до неочакваната развръзка на разследването. Книгата става бестселър и е преведена на над 20 езика по света. Получава наградата „Мартин Бек“ за най-добър чуждоезичен криминален роман в Швеция, а също и наградата на читателите на френското издание „Поен“. През 2018 г. режисьорът Ерик Зонка екранизира романа „Липсващото досие“ във филма „Черен прилив“ с участието на Венсан Касел и Сандрин Киберлен, а по-късно и в други филми и сериали.
След публикуването на първия си роман се насочва отново към защита на докторска степен, но вместо това пише втория си роман, „Възможност за насилие“ от поредицата „Инспектор Авраам“ издаден през 2013 г. Романът е номиниран за наградата „Сапир“ (израелския „Букър“) и печели наградата „Бърнщайн“ за най-добър роман на иврит на годината. Същата година е удостоен и с творческата награда за писатели и поети.
Дрор Мишани живее със семейството си в Тел Авив.

## Произведения

### Самостоятелни романи
имената на произведенията са дадени в английския им вариант
- Three (2018)[1][2][3][4]

### Поредица „Инспектор Авраам“ (אברהם אברהם)
1. The Missing File (2011)[1][2][3][4][5]
Липсващото досие : първото разследване на инспектор Авраам, изд.: ИК „Колибри“, София (2018), прев. от фр. Красимир Петров
2. A Possibility of Violence (2013) – награда „Бърнщайн“
3. The Man Who Wanted to Know (2015)
4. Conviction (2021)

### Екранизации
- 2002 She'elot Shel Po'el Met
- 2016 Wisdom of the Crowds – тв сериал[4]
- 2017 – 2018 Wisdom of the Crowd, 13 епизода
- 2018 Fleuve noir – по „Липсващото досие“
- 2019 Tik Needar – тв сериал, 7 епизода
- 2019 Preso No. 1 – тв сериал, 1 епизод, идея и съпродуцент[4]
- 2019 Magpie – тв сериал, 11 епизода
- 2022 The Calling – тв сериал, 8 епизода, по поредицата „Инспектор Авраам“
- 2023 A Body That Works – тв сериал, 7 епизода